# Haouzia
Haouzia  (in arabo حوزية‎?) è un centro abitato e comune rurale del Marocco situato nella provincia di El Jadida, regione di Casablanca-Settat. Conta una popolazione di 28 821 abitanti (censimento 2014).